# Jeanne Vielliard
Pour les articles homonymes, voir Vielliard.
Jeanne Vielliard est une philologue française née à Paris le 26 mai 1894 et morte à Maisons-Laffitte (Yvelines) le 3 novembre 1979. Elle a dirigé l'Institut de recherche et d'histoire des textes de 1940 à 1964.

## Biographie
Jeanne Marie Vielliard naît le 26 mai 1894 au 99, boulevard Arago, dans le 14e arrondissement de Paris. Ses parents, Jean Edme Vielliard et Marie Madeleine Célestine Boscher, sont respectivement âgés de 38 ans et de 25 ans à sa naissance.
Jeanne Vielliard est bachelière de philosophie en 1912 avant d'étudier à l'École normale catholique. En 1920, elle est la seule femme reçue à l'École nationale des chartes. Elle en sort major de promotion en 1924, avec une thèse intitulée Le latin des diplômes royaux et chartes privées de l'époque mérovingienne. Elle étudie en parallèle à l'École pratique des hautes études, qui publiera sa thèse d'école en 1927.
Sa position de major de promotion lui permet d'être envoyée à l'École française de Rome. Elle est alors la première femme à y être admise. Elle y séjourne du 1er octobre 1924 au 30 septembre 1927.
Dès le 1er octobre 1927 elle est nommée membre de l’École des hautes études hispaniques (Casa de Velázquez). Elle y reste officiellement 4 ans, jusqu'au 31 juillet 1931, mais dès 1928, elle est détachée auprès des Archives de la Couronne d'Aragon à Barcelone, où elle dépouille les registres de la chancellerie aragonaise, un travail qui donnera lieu à plusieurs publication avec Robert Avezou et Léon Mirot.
Entre 1931 et 1937, Jeanne Vielliard est conservatrice aux Archives nationales. Elle accompagne Félix Grat dans son projet de création de l'Institut de recherche et d'histoire des textes qui voit le jour dès 1937. À la mort de Félix Grat, en 1940, Jeanne Vielliard devient directrice de l'institut et le reste jusqu'en 1964.
En 1972, elle devient la première femme à exercer la présidence annuelle de la Société de l'histoire de France.

## Publications
- Le latin des diplômes royaux et chartes privées de l'époque mérovingienne, E. Champion, 1927.
- Les ex-libris de Robert Cami, Grand Prix de Rome, Société française des collectionneurs d'ex-libris, 1934.
- Le guide du pèlerin de Saint-Jacques de Compostelle : texte latin du XIIe siècle, Librairie Philosophique J. Vrin, 1984 (1re éd. 1978) (ISBN 2711691098 et 9782711691098, OCLC 12965361, lire en ligne).
- Jeanne Vielliard, Notes sur l'iconographie de saint Pierre, H. Champion, 1er janvier 1929, 16 p.. Recension : François Deshoulières, Iconographie de saint Pierre, Bulletin Monumental, tome 89, n°3, 1930. pp. 561-562.

## Documentation
Une partie de ses archives est déposée à l'Institut national d'histoire de l'art.